# Charles Austin
Pour les articles homonymes, voir Austin.
Charles Allen Austin (né le 19 décembre 1967 à Bay City) est un athlète américain spécialiste du saut en hauteur. Vainqueur des Championnats du monde de 1991 et des Jeux olympiques de 1996, il est l'actuel détenteur du record des États-Unis de la discipline avec la marque de 2,40 m, établi en 1991 à Zurich.

## Carrière
Étudiant à l'Université d'État du Texas à San Marcos, il se distingue lors de la saison 1990 en remportant le titre des Championnats NCAA en plein air avec un saut à 2,33 m, avant de réaliser, quelques jours plus tard à San Marcos, l'une des meilleures marques mondiales de l'année avec 2,35 m. Sixième des Championnats du monde en salle en début d'année 1991 avec 2,31 m, il se classe deuxième des Championnats des États-Unis et obtient sa qualification pour sa première compétition internationale majeure. Le 7 août 1991 au meeting Weltklasse de Zurich, Charles Austin franchit pour la première fois de sa carrière une barre placée à 2,40 m et améliore à cette occasion le record des États-Unis de la discipline. Ce saut lui permet par ailleurs de figurer en tête des meilleurs « performeurs » mondiaux de l'année, titre partagé avec le Cubain Javier Sotomayor. Figurant parmi les favoris des Championnats du monde de Tokyo, l'Américain remporte la concours avec un saut à 2,38 m, devant Javier Sotomayor et Hollis Conway (2,36 m).
Charles Austin ne parvient pas à rééditer ces performances lors des saisons suivantes. Il se classe huitième des Jeux olympiques de 1992 et obtient ses meilleurs sauts lors d'épreuves en salle (2,33 m en 1992 et 2,35 m en 1993). Auteur de 2,34 m en salle en début d'année 1995, l'Américain remporte son premier titre de champion des États-Unis en plein air avec 2,30 m mais ne parvient pas à franchir le cap des qualifications lors des Championnats du monde de Göteborg (2,27 m). Il remporte les championnats des États-Unis en salle 1996 et conserve son titre en plein air en juin à l'occasion des sélections olympiques d'Atlanta (2,30 m). Il participe ensuite aux Jeux olympiques d'Atlanta où il parvient à franchir à son premier essai la hauteur de 2,39 m, synonyme de record olympique et de meilleure performance mondiale de l'année 1996, à un centimètre de sa meilleure marque personnelle. Il remporte le titre olympique et devient le premier américain à s'imposer dans cette discipline depuis Charles Dumas en 1956, devançant de deux centimètres le Polonais Artur Partyka et de quatre centimètres le Britannique Steve Smith.
En début de saison 1997, à Paris-Bercy, Austin devient champion du monde en salle avec un saut à 2,35 m, devant le Grec Lambros Papakostas (2,32 m). Champion des États-Unis en salle, il remporte par la suite son troisième titre national consécutif mais échoue lors des qualifications des Championnats du monde d'Athènes (13e place avec 2,26 m). L'année suivante, l'Américain décroche un nouveau titre américain en plein air et se classe deuxième des Goodwill Games. Sélectionné pour la 7e Coupe du monde des nations à Johannesburg, il remporte le concours de la hauteur (2,31 m) devant Javier Sotomayor. Il enlève ensuite ses sixièmes et septièmes championnats nationaux en plein air en 1999 et 2000 et obtient son dernier podium international lors des Championnats du monde en salle de Maebashi où il s'incline face à Javier Sotomayor et Vyacheslav Voronin.
En 2003, à l'âge de 36 ans, Charles Austin remporte le titre des Championnats des États-Unis en salle avec un saut à 2,30 m. Il ne parvient pas à se qualifier pour les Jeux olympiques de 2004 et met un terme à sa carrière sportive à l'issue de la saison.
Il est élu au Temple de la renommée de l'athlétisme des États-Unis en 2012.

## Palmarès

### International
| Date | Compétition                    | Lieu         | Résultat | Marque |
| ---- | ------------------------------ | ------------ | -------- | ------ |
| 1991 | Championnats du monde en salle | Séville      | 6e       | 2,31 m |
| 1991 | Championnats du monde          | Tokyo        | 1er      | 2,38 m |
| 1992 | Jeux olympiques                | Barcelone    | 8e       | 2,28 m |
| 1993 | Championnats du monde en salle | Toronto      | 9e       | 2,24 m |
| 1996 | Jeux olympiques                | Atlanta      | 1er      | 2,39 m |
| 1996 | Finale du Grand Prix           | Milan        | 4e       | 2,30 m |
| 1997 | Championnats du monde en salle | Paris        | 1er      | 2,30 m |
| 1998 | Goodwill Games                 | New York     | 2e       | 2,33 m |
| 1998 | Finale du Grand Prix           | Moscou       | 3e       | 2,28 m |
| 1998 | Coupe du monde des nations     | Johannesburg | 1er      | 2,31 m |
| 1999 | Championnats du monde en salle | Maebashi     | 3e       | 2,30 m |
| 1999 | Championnats du monde          | Séville      | 8e       | 2,29 m |
| 2000 | Finale du Grand Prix           | Doha         | 7e       | 2,15 m |
| 2001 | Championnats du monde en salle | Lisbonne     | 11e      | 2,20 m |
| 2001 | Championnats du monde          | Edmonton     | 9e       | 2,20 m |
| 2003 | Championnats du monde en salle | Birmingham   | 10e      | 2,20 m |

### National
- Championnats des États-Unis :
  - en plein air : vainqueur en 1995, 1996, 1997, 1998, 1999 et 2000[7]
  - en salle : vainqueur en 1996, 1997 et 2003[8]
- Championnats NCAA :
  - en plein air : vainqueur en 1990[9]

## Records
Il est l'actuel détenteur du record des États-Unis du saut en hauteur grâce à sa performance de 2,40 m, établi le 7 août 1991 lors du Meeting de Zurich. Charles Austin a par ailleurs réalisé la meilleure performance mondiale de l'année en 1991 (2,40 m, à égalité avec Javier Sotomayor) et en 1996 (2,39 m)
| Épreuve                     | Performance | Date        | Lieu    |
| --------------------------- | ----------- | ----------- | ------- |
| Saut en hauteur (extérieur) | 2,40 m      | 7 août 1991 | Zurich  |
| Saut en hauteur (salle)     | 2,37 m      | 2 mars 1996 | Atlanta |